# Mizotsj
Mizotsj (Oekraïens: Мізоч; Russisch: Мизоч; Pools: Mizocz; Jiddisch: מיזאָטש) is een plaats in de oblast Rivne, Oekraïne.

## Geschiedenis
De eerste schriftelijke vermelding van Mizotsj gaat terug tot 1322. De stad verkreeg in 1429 de juridische status. In 1761 verleende koning August III van Polen de stad het Maagdenburgs recht. Tussen de wereldoorlogen door was Mizotsj een multi-etnische gemeenschap zoals vele anderen in Oost-Polen, bewoond door onder meer Joden, Polen en Oekraïners.
Er bevond zich een militaire school, het Kawicki-paleis (dat in 1917 gedeeltelijk werd verwoest door de bolsjewieken), een hotel, een katholieke en orthodoxe kerk en een synagoge.
In de Tweede Wereldoorlog werd de stad twee keer binnengevallen. Het viel onder de nazi-bezetting in 1941. De Joodse inwoners werden eerst gedwongen zich te vestigen in het getto van Mizotsj, waaruit ze later werden gedeporteerd om in een nabijgelegen ravijn te worden omgebracht.
In januari 1989 telde Mizotsj 4.220 inwoners, in 2021 waren dit er 3.365.
De dichts bijzijnde stad is Rivne, dat op 30 km afstand ligt.